# Jens Baggesen
Jens Immanuel Baggesen (Korsør, 15 de fevereiro de 1764 — Hamburgo, 3 de outubro de 1826) foi um poeta dinamarquês.

## Biografia

### Juventude e educação
Baggesen nasceu em Korsør. Seus pais eram muito pobres, e antes de completar doze anos, foi enviado para copiar documentos no escritório do escrivão da comarca. Era uma criança frágil, melancólica, e antes disso, havia tentado suicídio mais de uma vez. À força de muita perseverança, foi que conseguiu concluir o ensino básico, e em 1782 entrou para a Universidade de Copenhague.

### Conquistas e adversidades
Seu sucesso como escritor surgiu já com suas primeiras publicações; seus Contos cômicos em versos, poemas que lembram o Broad Grins do dramaturgo inglês George Colman, o Jovem publicado uma década depois, tomou de assalto a cidade, e o jovem problemático transformou-se repentinamente em um poeta popular aos vinte e um anos de idade.
Baggesen tentou então a poesia lírica, e seu tato, elegância de forma e versatilidade, conquistaram-lhe um lugar no melhor da sociedade local.
Todo esse sucesso recebeu um golpe em março de 1789, quando a ópera, Holger Danske, que havia escrito, foi recebida com grande controvérsia e uma reação nacionalista contra ela (em relação aos alemães). Ele deixou a Dinamarca em um acesso de raiva e passou os anos seguintes na Alemanha, França e Suíça. Casou-se em Berna em 1790, começou a escrever em alemão e publicou nessa língua seu próximo poema, Alpenlied.

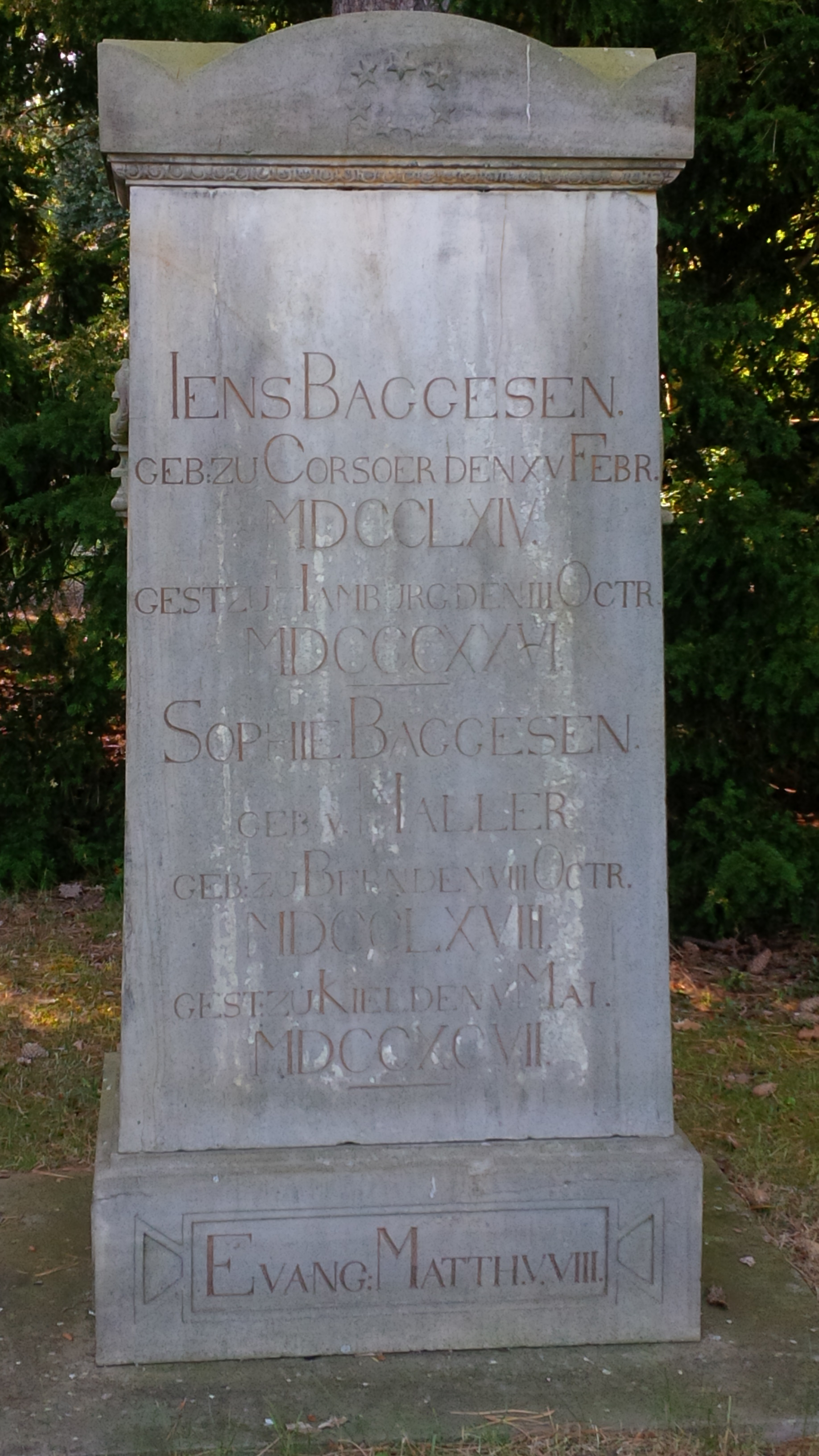
Túmulo de Baggesen no cemitério Eichhof, em Kiel.

No inverno do mesmo ano Baggesen retornou para a Dinamarca, trazendo consigo como uma oferta de paz seu excelente poema descritivo, o Labirinto, em dinamarquês, e foi recebido com inúmeras homenagens.

### Vinte anos viajando
Os vinte anos seguintes foram gastos em inquietas andanças incessantes pelo norte da Europa, e por fim fixou residência em Paris. Continuou a publicar volumes alternadamente em dinamarquês e alemão. Em alemão, o mais importante foi a epopeia idílica em hexâmetros chamada de Parthenais (1803).
Em 1806 voltou para Copenhague para encontrar o jovem Adam Oehlenschläger considerado o grande poeta do momento. Até 1820 Baggesen residiu em Copenhague, em uma disputa literária quase incessante com um ou outro escritor, insultando e sendo insultado; a característica mais importante de tudo isso era a determinação de Baggesen para não permitir que Oehlenschläger fosse considerado um poeta maior que ele mesmo.

### Últimos anos
Baggesen deixou então a Dinamarca pela última vez e voltou para sua amada Paris, onde perdeu sua segunda esposa e o filho mais novo, em 1822, e após as misérias de uma prisão por dívidas, caiu finalmente em um estado desesperador de depressão. Em 1826, depois de ter recuperado ligeiramente a saúde, quis rever a Dinamarca, mais uma vez, mas morreu a caminho no hospital dos maçons, em Hamburgo e foi sepultado em Kiel.

## Legado
Seu talento multifacetado alcançou o sucesso em todas as formas de escrita, mas suas obras filosóficas e críticas nacionais há muito deixaram de chamar a atenção. Um pouco mais de esforço em restringir seu egoísmo e paixão teria feito dele um dos mais brilhantes e maiores satiristas modernos, e seus poemas cômicos são atemporais. A literatura dinamarquesa tem com Baggesen uma grande dívida por sua firmeza, polidez e forma, que ele introduziu com seu estilo sempre elaborado e elegante. Com todos os seus defeitos, ele se destaca como a maior figura entre Holberg e Oehlenschläger. Especialmente significativa é a sua canção "Houve um tempo quando que eu era muito pequeno", que permanece popular quase duzentos anos depois de sua morte. Ela sobreviveu a todos os seus épicos.
Existe uma estátua de Baggesen em Havnepladsen, em Korsør, inaugurada em 6 de maio de 1906, pelo professor Vilhelm Andersen. Não muito longe, em Batterivej localiza-se o Hotel Jens Baggesen em sua homenagem.